# Cristóbal Rojas
Cristóbal Rojas é um município da Venezuela localizado no estado de Miranda.
A capital do município é a cidade de Charallave.